# Iris furcata
Iris furcata är en irisväxtart som beskrevs av Friedrich August Marschall von Bieberstein. Iris furcata ingår i släktet irisar, och familjen irisväxter. Inga underarter finns listade i Catalogue of Life.